# Parcul din Ocna
Parcul din Ocna (în ucraineană Вікнянський парк) este un parc și monument al naturii de tip peisagistic de importanță locală din raionul Zastavna, regiunea Cernăuți (Ucraina), situat la nord de satul Ocna. Este administrat de consiliul local.
Suprafața ariei protejate constituie 2 hectare, fiind stabilită administrativ în anul 1979 prin decizia comitetului executiv regional. Statutul a fost acordat pentru conservarea parcului, a cărei temelie a fost pusă în 1810 și finisat în cele din urmă, în 1860. Include aproximativ 20 de specii de copaci și arbuști, inclusiv rari și exotici: arborele pagodelor, paltin occidental, dud alb, plop negru, salcie plângătoare, Ulmus pumila și stejari de peste 250 de ani.
Palatul de Zota este situat în parc.